# Запис Добрилин дуд (Мало Лаоле)
Запис Добрилин дуд (Мало Лаоле) се налази на парцели чији је власник Ивковић Драгослав.

## Локација
| Општина             | Петровац на Млави                                                |
| Катастарска општина | Мало Лаоле                                                       |
| Потес               | Село                                                             |
| Координате          | 44° 19′ 11″ С; 21° 27′ 54″ И / 44.319800000000001° С; 21.4651° И |
| Надморска висина    | 148m                                                             |

## Карактеристике
Дендрометријске вредности утврђене на терену и сателитским снимцима:
| Стабло                     | Дуд |
| Висина стабла              | m   |
| Обим дебла                 | m   |
| Пречник крошње             | 5m  |
| Пречник дебла              | m   |
| Висина дебла до прве гране | m   |

## База записа
Запис је у оквиру Викимедија пројекта "Запис - Свето дрво" заведен под редним бројем 0566.